# Anne Knudsen
Anne Knudsen (født 7. juni 1948 i Hillerød, død 1. april 2022) var en dansk journalist der fra 1998 til den 1. januar 2017 var chefredaktør på Weekendavisen. Hun var også tidligere forskningsansat på Københavns Universitet og kronikredaktør på Politiken. Hun blev den 2. januar 2017 afløst af Martin Krasnik på posten som leder af Weekendavisen, men var herefter stadig tilknyttet avisen som skribent.
Knudsen blev student fra Frederiksborg Statsskole i 1967. Hun blev magister i antropologi i 1981 og dr.phil. i 1989 på baggrund af et feltarbejde over vendettaen på Korsika.
Hun var blandt andet formand for Fredsfonden 1990-95 og medlem af bestyrelsen for Kvindelige Akademikere 1990-99, modtog flere priser for videnskabeligt arbejde og formidling og var Danmarks kandidat til Europæiske Kvinders Pris i 1995. I 2008 modtog hun Modersmål-Prisen.

## Værker
- Hvor jeg var barn var der isbjørne (2018)
- Her går det godt, send flere penge (1996)
- Kulturelle Verdener (m. Lisanne Wilken, 1993)
- Det europæiske hus: Hjem til Europa 1945-91 (m. Jan Ifversen, 1992), bind 6.
- En ø i historien (disputats, 1989)[4]